# رقصة كيشاك
الكِجَّة أو (كيشاك، نقحرة: kecak) رقصة مرتبطة بالموسيقى والدراما، نشأت سنة 1930، يقوم بها في المقام الأول الرجال، و لها اسم آخر هو راميانا أنشودة القرد، القطعة يمكن أن يقوم بها أكثر من 100 رجل حيث يرتدون قماشا حول خصورهم، و يصرخون بصوت واحد ( كاك ) و يرمون أسلحتهم، و يبدأون في تصوير مشهد معركة أسطورية هندوسية هي رامايانا التي تجمع ملك الشر رافانا و الأمير راما .
اقتباس عدة أدباء لهذه الرقصة و تحويلها لأغاني و أفلام أدى إلى شهرتها في جميع بقاع العالم .

## السياق التاريخي والنشأة المعاصرة
رغم أن رقصة الكِجَّة تستوحي جذورها من الطقوس البالية القديمة المرتبطة بطرد الأرواح، إلا أنها ظهرت بشكلها الفني الحالي سنة 1930 على يد فنانين ومسرحيين محليين وأوروبيين، أبرزهم الرسام والمخرج الألماني فالتر شبيس (Walter Spies)، الذي تعاون مع فنانين محليين لإعادة تشكيل الرقصة في قالب يصلح للتقديم المسرحي والسياحي في آن.
لقد كان هدف شبيس والمهتمين بالثقافة البالية آنذاك هو تقديم عرض يستطيع أن يُنافس في بنيته الجمالية الرقصات العالمية، ولذلك أُعيد بناء النص الروائي من ملحمة رامايانا الهندوسية، وتمّ إدماج العناصر الموسيقية التقليدية الشفوية، وتحويل الجسد البشري إلى آلة إيقاعية تعزف جماعيًا بلا أدوات.

## البنية الدرامية منالأسطورةإلى الطقس المسرحي
تدور الحبكة الدرامية لرقصة الكِجَّة حول مشهد شهير من ملحمة رامايانا، تحديدًا المعركة الملحمية التي يخوضها الأمير راما ضد ملك الشياطين رافانا، الذي قام باختطاف سيتا زوجة راما. يتجلّى عنصر الإثارة المسرحية في دخول الجيش القردي بقيادة هانومان، الذي يتحول إلى الشخصية المركزية في العرض.
الرقصة لا تعتمد على الحوار اللفظي، بل على الأداء الجسدي المكثّف، والإيماء الحركي، والتموج الصوتي الجماعي الذي يُحاكي مشاعر الغضب، القوة، الفوضى، والانتصار. وتُعد الأصوات المتكررة (كاك-كاك-كاك) قلب الرقصة النابض، الذي يخلق جوا من التنويم الجماعي والانغماس المسرحي الذي يُشبه الطقوس الدينية الصوفية أو الاحتفالات الديونايسية القديمة.

## أفلام
- في سنة 1971 المخرج كينيث أنجر، وضع مقطعا صوتيا لموسيقى كجة في فيلم Rabbit's Moon .
- لقطات من رقصة كجة ظهرت في فيلم رون فريكس سنة 1992 Baraka .
- يمكن سماع بعض إنشادات كجة في فيلم فيديريكو فليني الكلاسيكي سنة 1969 Satyricon، و نفس الأنشودة في نفس السنة بفيلم Golden Rain .
- تم دمج بعض ألحان كجة في فيلم الأنمي الياباني لسنة 1988 أكيرا
- يمكن ملاحظة رقصات و أنشودات كجة في فيلم الفانتازيا The Fall .
- سمعنا بعض أصوات كجة في فيلم الأخوان كوين Blood Simple .